# Чемпіонат світу з трекових велоперегонів 2014 — кейрін (чоловіки)
Змагання з кейріну серед чоловіків на Чемпіонаті світу з трекових велоперегонів 2014 відбулись 27 лютого. У них взяв участь 21 велогонщик. З кожного із чотирьох кваліфікаційних заїздів у другий раунд виходило по одному найшвидшому спортсменові. Решта брала участь у перезаїздах. До другого раунду виходили по двоє найшвидших велогонщиків із кожного з перезаїздів, разом з чотирма учасниками, які вийшли раніше.
Із кожного з двох заїздів другого раунду у фінал за призові місця виходило по троє спортсменів, решта брали участь у втішному фіналі за 7–12 місця.

## Медалісти
| Золото | Франсуа Перві (FRA)                |
| Срібло | Фабіан Ернандо Пуерта Сапата (COL) |
| Бронза | Маттейс Бюхлі (NED)                |

## Результати

### Перший раунд
Заїзди першого раунду розпочались о 13:10.

#### Заїзд 1
| Місце | Ім'я               | Країна          | Відставання | Примітки |
| ----- | ------------------ | --------------- | ----------- | -------- |
| 1     | Джейсон Кенні      | Велика Британія |             | Q        |
| 2     | Метью Ґлетцер      | Австралія       | +0.012      |          |
| 3     | Адам Птачнік       | Чехія           | +0.919      |          |
| 4     | Валентин Савицький | Росія           | +2.633      |          |
|       | Юта Вакімото       | Японія          |             | DNF      |

#### Заїзд 2
| Місце | Ім'я                         | Країна        | Відставання | Примітки |
| ----- | ---------------------------- | ------------- | ----------- | -------- |
| 1     | Фабіан Ернандо Пуерта Сапата | Колумбія      |             | Q        |
| 2     | Х'юго Барретт                | Канада        | +0.269      |          |
| 3     | Максиміліан Леві             | Німеччина     | +0.375      |          |
| 4     | Кадзунарі Ватанабе           | Японія        | +0.616      |          |
|       | Едвард Докінс                | Нова Зеландія |             | REL      |

#### Заїзд 3
| Місце | Ім'я                | Країна          | Відставання | Примітки |
| ----- | ------------------- | --------------- | ----------- | -------- |
| 1     | Саймон ван Велтувен | Нова Зеландія   |             | Q        |
| 2     | Маттейс Бюхлі       | Нідерланди      | +0.095      |          |
| 3     | Тобіас Вахтер       | Німеччина       | +0.200      |          |
| 4     | Кіан Емаді          | Велика Британія | +0.216      |          |
| 5     | Азізуласні Аванг    | Малайзія        | +0.223      |          |

#### Заїзд 4
| Місце | Ім'я              | Країна          | Відставання | Примітки |
| ----- | ----------------- | --------------- | ----------- | -------- |
| 1     | Франсуа Перві     | Франція         |             | Q        |
| 2     | Йоахім Айлерс     | Німеччина       | +0.050      |          |
| 3     | Христос Волікакіс | Греція          | +0.237      |          |
| 4     | Метью Кремптон    | Велика Британія | +0.569      |          |
| 5     | Серхіо Альяга     | Іспанія         | +1.225      |          |
| 6     | Шейн Перкінс      | Австралія       | +1.547      |          |

### Додатковий раунд
Перезаїзди перешого раунду розпочались о 14:40.

#### Заїзд 1
| Місце | Ім'я              | Країна          | Відставання | Примітки |
| ----- | ----------------- | --------------- | ----------- | -------- |
| 1     | Метью Ґлетцер     | Австралія       |             | Q        |
| 2     | Христос Волікакіс | Греція          | +0.028      | Q        |
| 3     | Кіан Емаді        | Велика Британія | +0.786      |          |
| 4     | Едвард Докінс     | Нова Зеландія   | +7.131      |          |

#### Заїзд 2
| Місце | Ім'я             | Країна          | Відставання | Примітки |
| ----- | ---------------- | --------------- | ----------- | -------- |
| 1     | Метью Кремптон   | Велика Британія |             | Q        |
| 2     | Азізуласні Аванг | Малайзія        | +0.014      | Q        |
| 3     | Х'юго Барретт    | Канада          | +0.112      |          |
| 4     | Адам Птачнік     | Чехія           | +0.242      |          |

#### Заїзд 3
| Місце | Ім'я               | Країна     | Відставання | Примітки |
| ----- | ------------------ | ---------- | ----------- | -------- |
| 1     | Максиміліан Леві   | Німеччина  |             | Q        |
| 2     | Маттейс Бюхлі      | Нідерланди | +0.050      | Q        |
| 3     | Валентин Савицький | Росія      | +0.082      |          |
| 4     | Серхіо Альяга      | Іспанія    | +0.419      |          |

#### Заїзд 4
| Місце | Ім'я               | Країна    | Відставання | Примітки |
| ----- | ------------------ | --------- | ----------- | -------- |
| 1     | Йоахім Айлерс      | Німеччина |             | Q        |
| 2     | Шейн Перкінс       | Австралія | +0.011      | Q        |
| 3     | Тобіас Вахтер      | Німеччина | +0.097      |          |
| 4     | Кадзунарі Ватанабе | Японія    | +0.773      |          |
| 5     | Юта Вакімото       | Японія    | +1.234      |          |

### Другий раунд
Другий раунд розпочався о 20:00.

#### Заїзд 1
| Місце | Ім'я              | Країна          | Відставання | Примітки |
| ----- | ----------------- | --------------- | ----------- | -------- |
| 1     | Франсуа Перві     | Франція         |             | Q        |
| 2     | Максиміліан Леві  | Німеччина       |             | Q        |
| 3     | Джейсон Кенні     | Велика Британія | +0.089      | Q        |
| 4     | Метью Кремптон    | Велика Британія | +0.129      |          |
| 5     | Шейн Перкінс      | Австралія       | +0.233      |          |
| 6     | Христос Волікакіс | Греція          | +0.233      |          |

#### Заїзд 2
| Місце | Ім'я                         | Країна        | Відставання | Примітки |
| ----- | ---------------------------- | ------------- | ----------- | -------- |
| 1     | Йоахім Айлерс                | Німеччина     |             |          |
| 2     | Фабіан Ернандо Пуерта Сапата | Колумбія      | +0.051      |          |
| 3     | Маттейс Бюхлі                | Нідерланди    | +0.164      |          |
| 4     | Метью Ґлетцер                | Австралія     | DNF         |          |
| 5     | Саймон ван Велтувен          | Нова Зеландія | DSQ         |          |
| 6     | Азізуласні Аванг             | Малайзія      | DSQ         |          |

### Фінали
Фінали розпочались о 20:45.

#### Малий фінал
| Місце | Ім'я              | Країна          | Відставання | Примітки |
| ----- | ----------------- | --------------- | ----------- | -------- |
| 7     | Метью Кремптон    | Велика Британія |             |          |
| 8     | Шейн Перкінс      | Австралія       | +0.011      |          |
| 9     | Христос Волікакіс | Греція          | +0.104      |          |
| 10    | Метью Ґлетцер     | Австралія       | DNS         |          |

#### Фінал
| Місце | Ім'я                         | Країна          | Відставання | Примітки |
| ----- | ---------------------------- | --------------- | ----------- | -------- |
| 1     | Франсуа Перві                | Франція         |             |          |
| 2     | Фабіан Ернандо Пуерта Сапата | Колумбія        | +0.038      |          |
| 3     | Маттейс Бюхлі                | Нідерланди      | +0.086      |          |
| 4     | Йоахім Айлерс                | Німеччина       | +0.137      |          |
| 5     | Джейсон Кенні                | Велика Британія | +1.560      |          |
| 6     | Максиміліан Леві             | Німеччина       | DNF         |          |